# Луг Суботички
Луг Суботички је насељено место у саставу општине Кошка у Осјечко-барањској жупанији, Република Хрватска.

## Историја
До територијалне реорганизације у Хрватској налазио се у саставу старе општине Нашице.

## Становништво
На попису становништва 2011. године, Луг Суботички је имао 335 становника.

## Попис1991.
На попису становништва 1991. године, насељено место Луг Суботички је имало 581 становника, следећег националног састава:
| Попис 1991.‍ | Попис 1991.‍ | Попис 1991.‍ | Попис 1991.‍ | Попис 1991.‍ |
| ----------- | ----------- | ----------- | ----------- | ----------- |
|             |             |             |             |             |
| Хрвати      | Хрвати      |             | 564         | 97,07%      |
| Муслимани   | Муслимани   |             | 9           | 1,54%       |
| Срби        | Срби        |             | 3           | 0,51%       |
| остали      | остали      |             | 2           | 0,34%       |
| непознато   | непознато   |             | 3           | 0,51%       |
| укупно: 581 |             |             |             |             |